# Estación Miguel Lanús
La Estación Miguel Lanús es una estación ferroviaria argentina ubicada en el barrio Miguel Lanúsde la ciudad de Posadas (capital de la provincia de Misiones).

## ¿Qué estación es?
En el año 2014 se planteó la construcción de un apeadero en el barrio Miguel Lanús, aunque no se aclaró si reemplazaría a la estación de ese nombre o a la estación Posadas, pero nunca se construyó.

## Galería

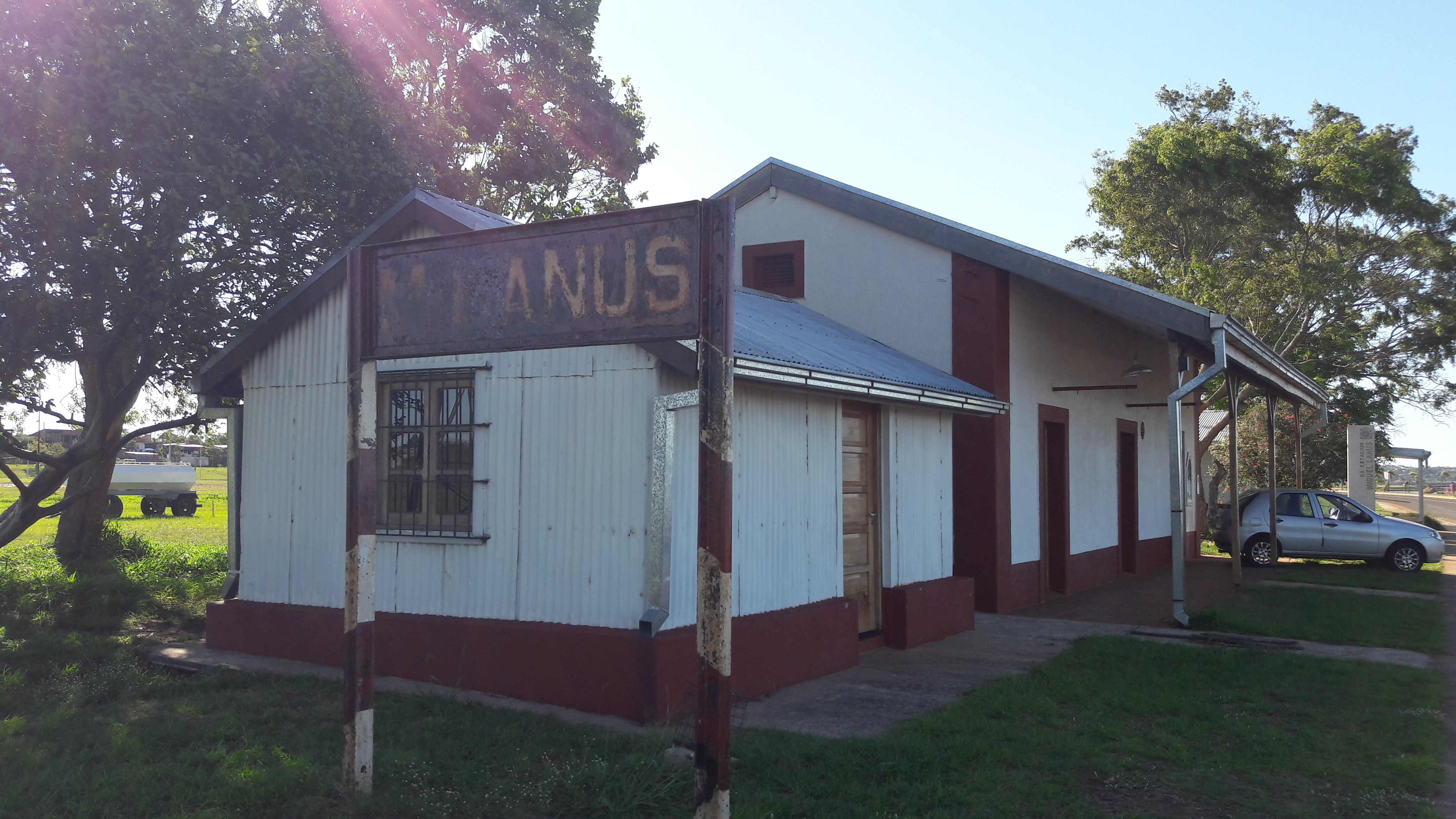
Antigua Estación Miguel Lanús
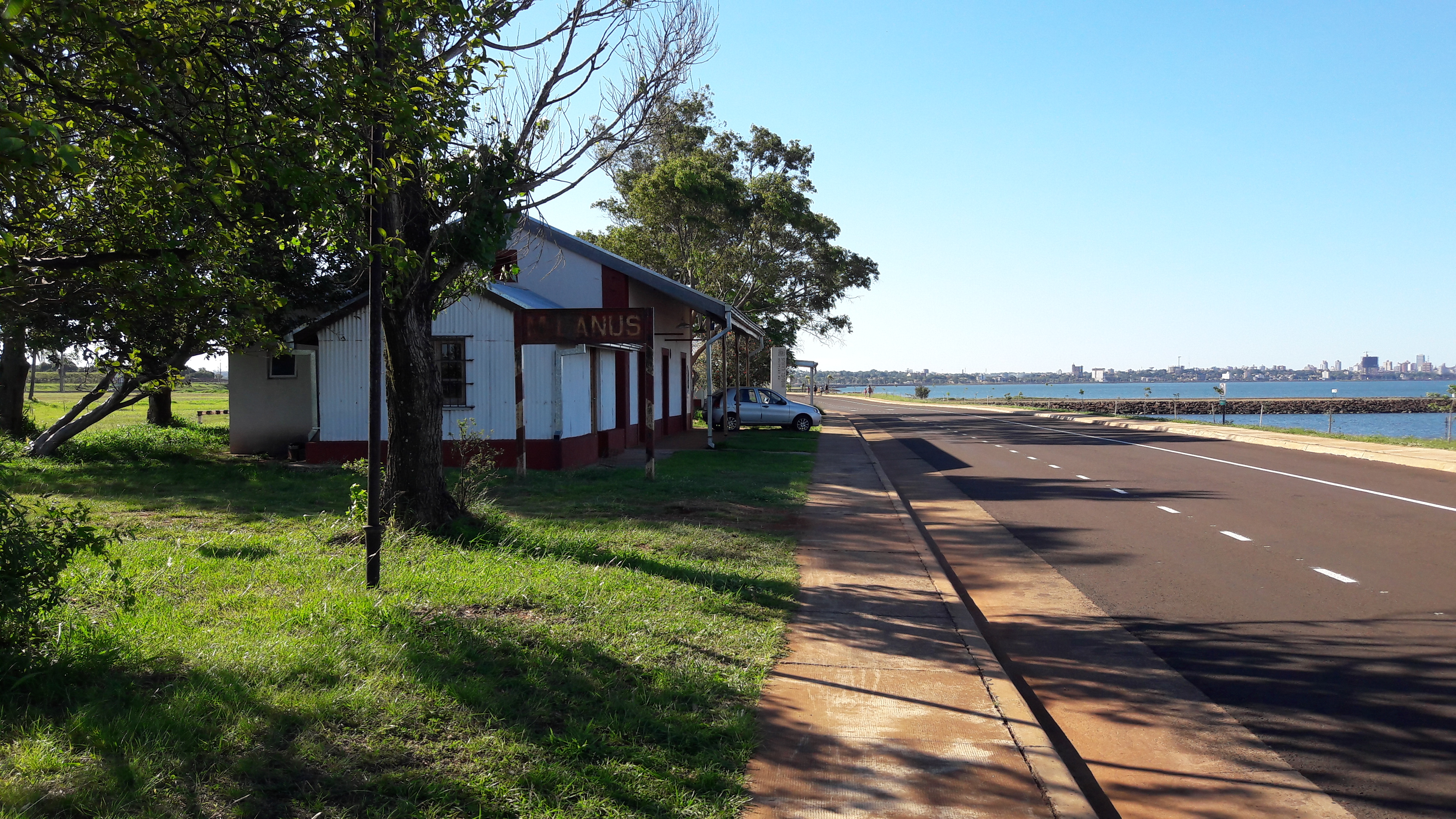
Antiguo edificio de la Estación Miguel Lanús
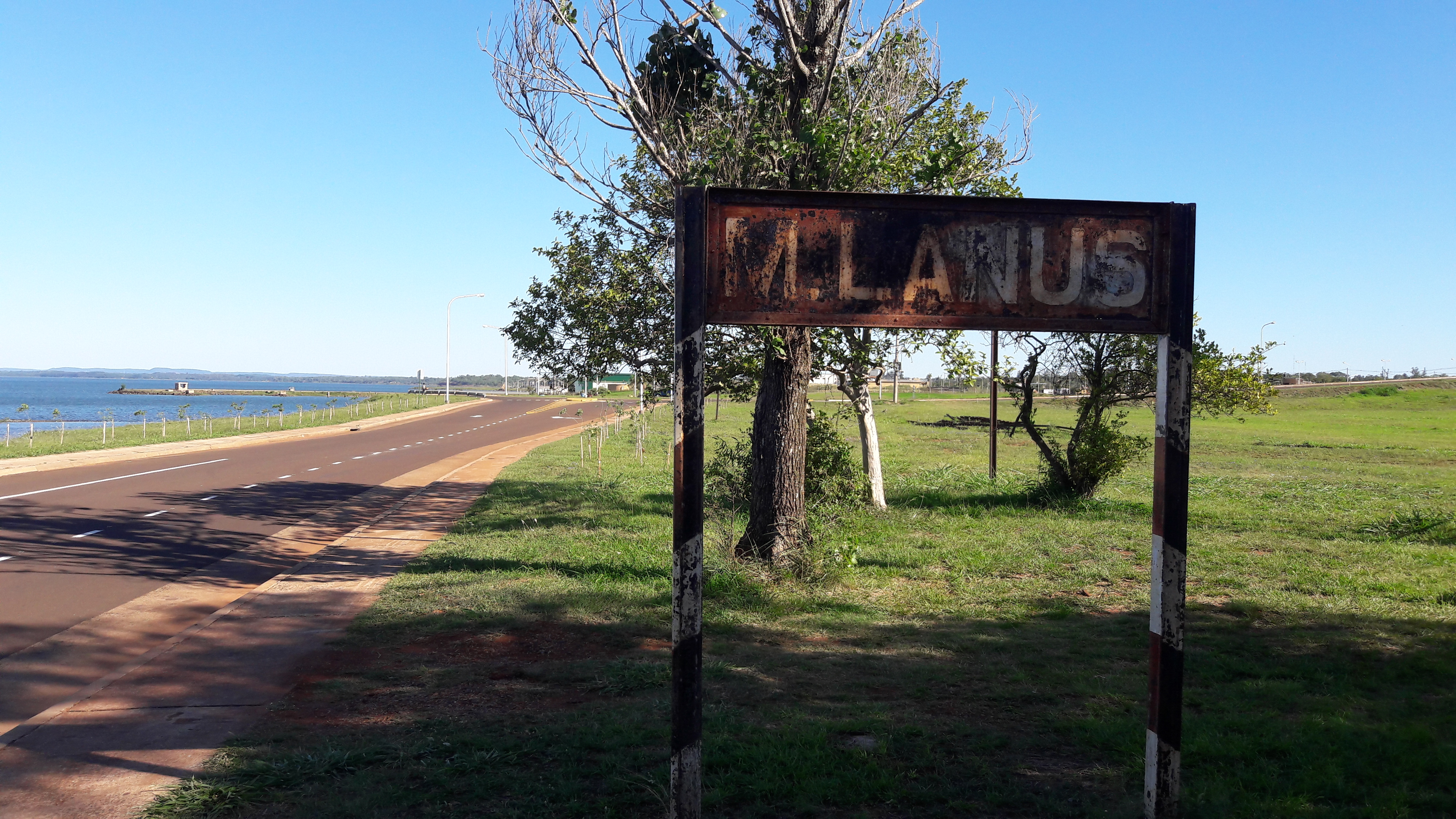
Cartel de la Estación Miguel Lanús
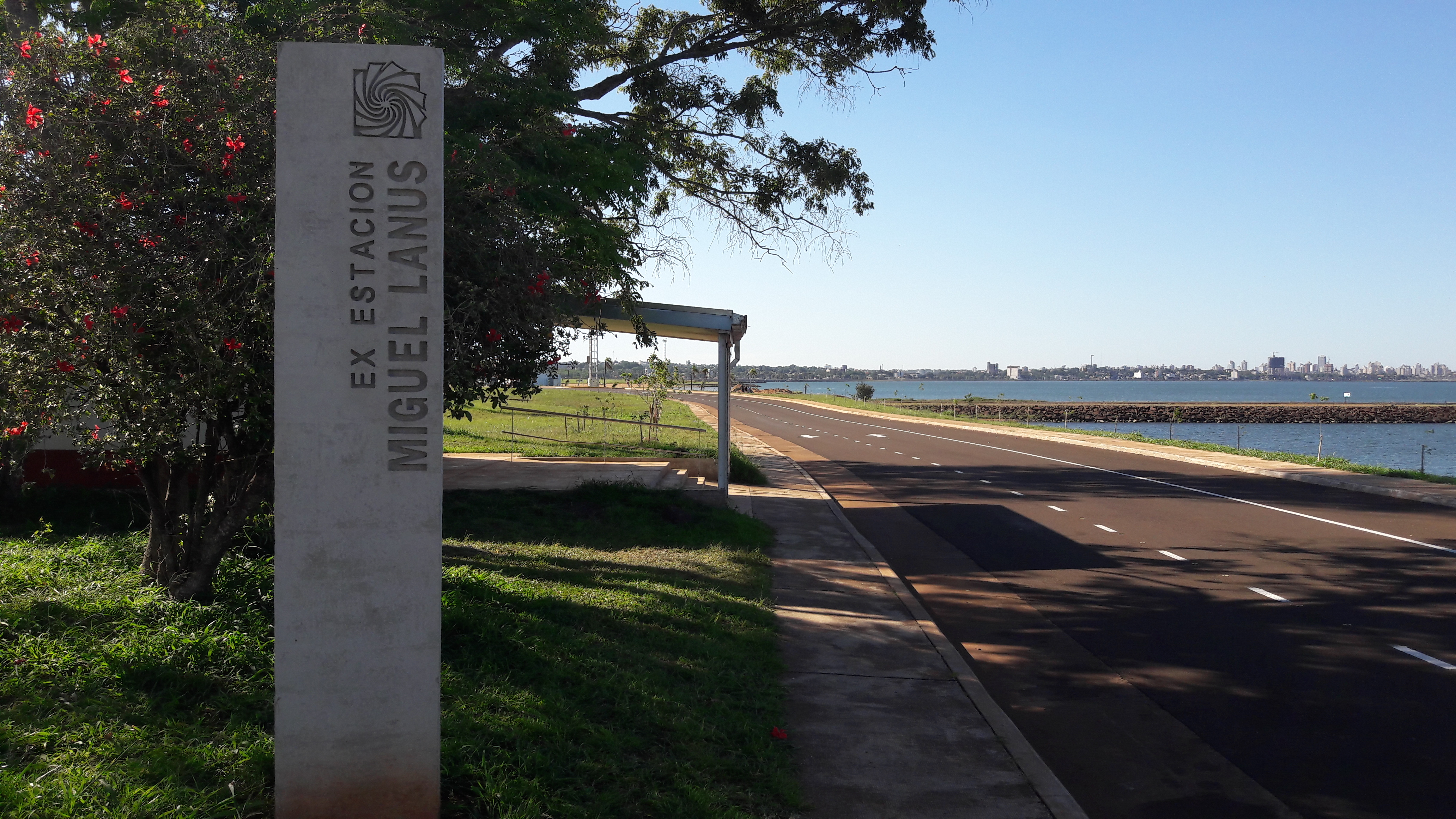
Cartel indicatorio de llegada
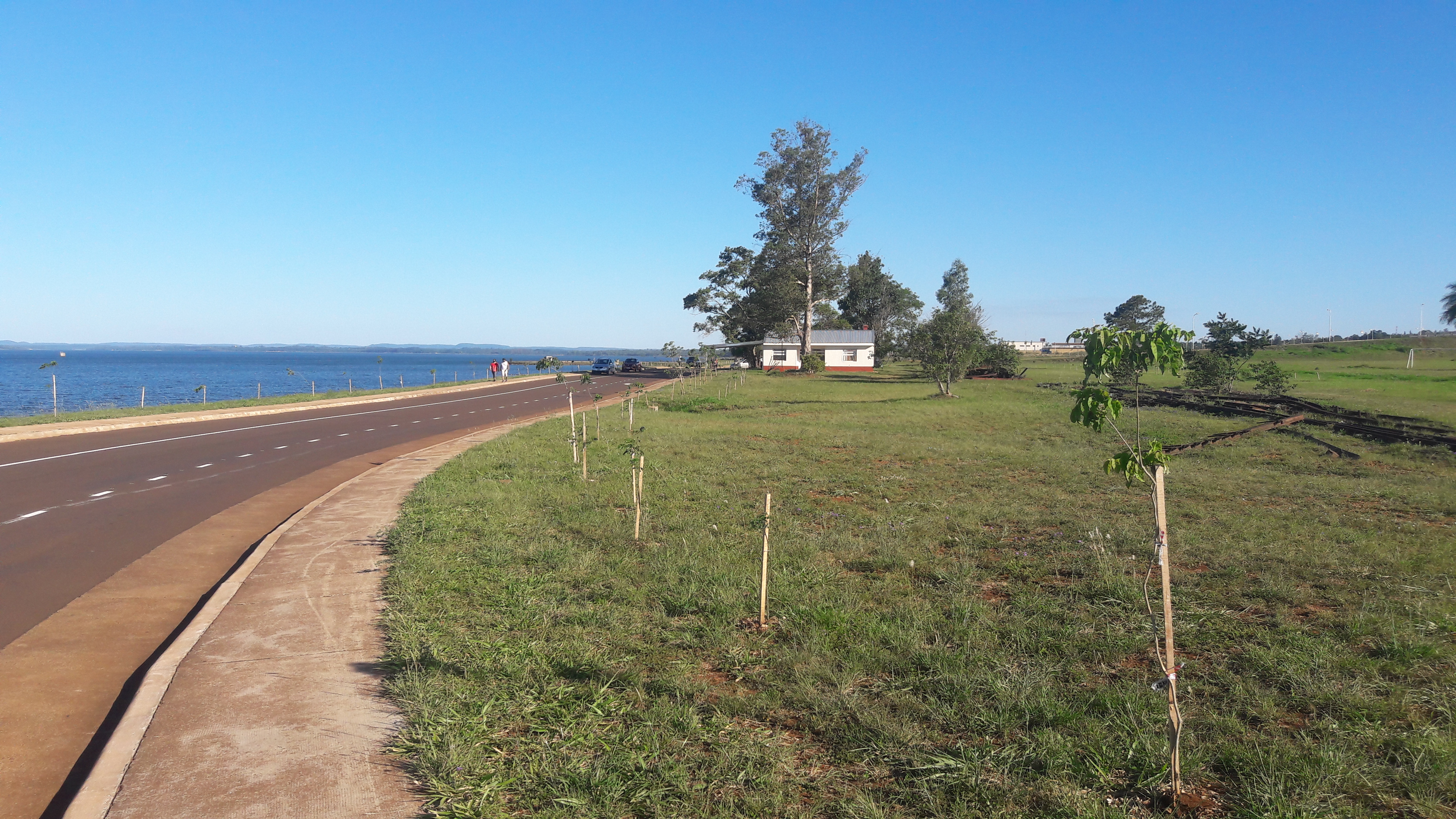
Costanera sobre Estación Miguel Lanús
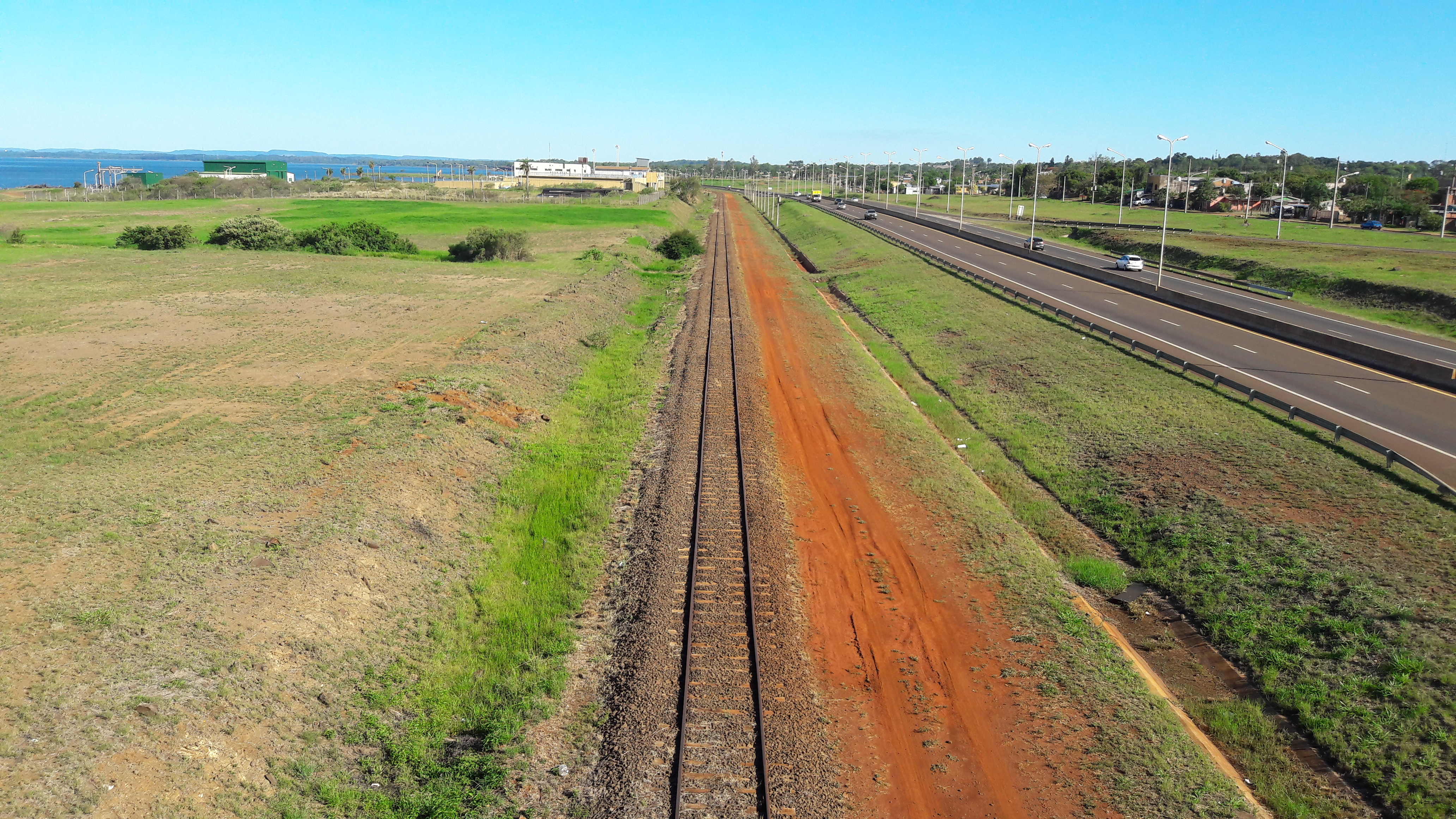
Puente aéreo sobre los rieles de la Estación

## Servicios
Era la penúltima estación del servicio de "El Gran Capitán" que recorría desde la Estación Federico Lacroze en Buenos Aires con Posadas. Además circulaban formaciones de carga por parte de la empresa estatal Trenes Argentinos Cargas.

## Origen
Villa Lanús surgió con la llegada en 1904 de Leopoldo Víctor Lanús a Posadas, capital del Territorio Nacional de Misiones a principios del siglo XX. Construyó su casa en la estancia San Miguel. Se dedicó a la ganadería y donó para Villa Lanús predios para la iglesia, la estación ferrocarril, escuelas, plaza y destacamento policial. Cumplió las funciones de juez de paz y encargado de registro civil. Posteriormente se dedicó a la cría, compra y venta de ganado. 